# WWE-pay-per-viewevenementen 2004
De WWE-pay-per-viewevenementen in 2004 bestond uit professioneel worstelevenementen, die door de WWE werden georganiseerd in het kalenderjaar 2004.
In 2004 introduceerde de organisator, toen de World Wrestling Entertainment (WWE) genaamd, met The Great American Bash en Taboo Tuedsay twee nieuwe evenementen. Dit jaar werd voor de laatste keer Bad Blood georganiseerd.

## WWE-pay-per-viewevenementen in 2004
| Datum             | Evenement               | Locatie                    | Stad                   |
| ----------------- | ----------------------- | -------------------------- | ---------------------- |
| 25 januari 2004   | Royal Rumble            | Wachovia Center            | Philadelphia           |
| 15 februari 2004  | No Way Out              | Cow Palace                 | Daly City              |
| 14 maart 2004     | WrestleMania XX         | Madison Square Garden      | New York               |
| 18 april 2004     | Backlash                | Rexall Place               | Edmonton               |
| 16 mei 2004       | Judgment Day            | Staples Center             | Los Angeles            |
| 14 juni 2004      | Bad Blood               | Nationwide Arena           | Columbus (Ohio)        |
| 27 juni 2004      | The Great American Bash | Norfolk Scope              | Norfolk (Virginia)     |
| 11 juli 2004      | Vengeance               | Hartford Civic Center      | Hartford (Connecticut) |
| 15 augustus 2004  | SummerSlam              | Air Canada Centre          | Toronto                |
| 12 september 2004 | Unforgiven              | Rose Garden                | Portland (Oregon)      |
| 3 oktober 2004    | No Mercy                | Continental Airlines Arena | Baltimore (Maryland)   |
| 19 oktober 2004   | Taboo Tuesday           | Bradley Center             | Milwaukee (Wisconsin)  |
| 14 november 2004  | Survivor Series         | Gund Arena                 | Cleveland (Ohio)       |
| 12 december 2004  | Armageddon              | Gwinnett Center            | Duluth (Georgia)       |